# 马恩河畔伊勒
马恩河畔伊勒（法語：Isle-sur-Marne，法語發音：[il syʁ maʁn]）是法国马恩省的一个市镇，位于该省东南部，属于维特里勒弗朗索瓦区。

## 地理
马恩河畔伊勒（48°38'26"N, 4°41'18"E）面积5.47 平方千米，位于法国大東部大區马恩省，该省份为法国东北部内陆省份，北起阿登省，西北接埃纳省，西南接塞纳-马恩省，南至奥布省，东南接上马恩省，东临默兹省。
与马恩河畔伊勒接壤的市镇（或旧市镇、城区）包括：阿里尼、拉尔济库尔、马蒂尼库尔-贡库尔、蒙塞拉拜、奥尔孔特。

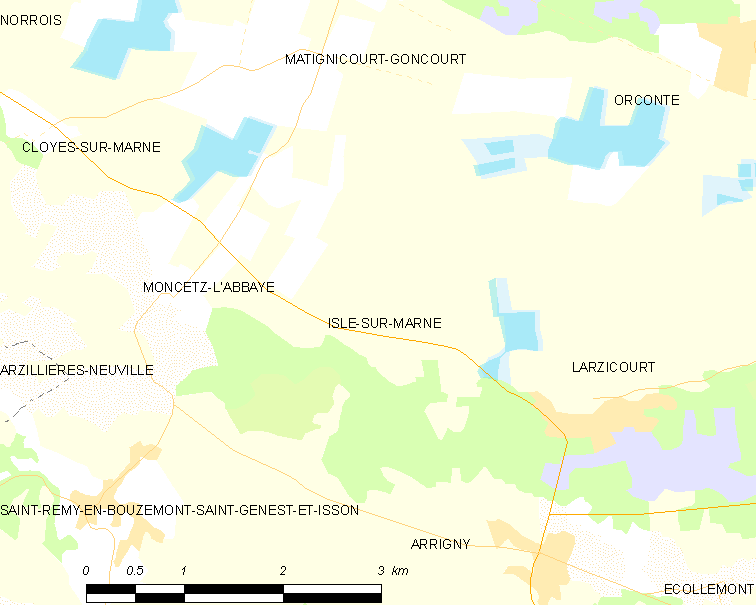
马恩河畔伊勒的OSM定位图

马恩河畔伊勒的时区为UTC+01:00、UTC+02:00（夏令时）。

## 行政
马恩河畔伊勒的邮政编码为51290，INSEE市镇编码为51300。

## 政治
马恩河畔伊勒所属的省级选区为塞迈兹莱班县。

## 人口

1962-2008年间马恩河畔伊勒人口变化图示

马恩河畔伊勒于2022年1月1日时的人口数量为96人。